# الأطارشة
الأطارشة إحدى قرى مركز الباجور التابع لمحافظة المنوفية بجمهورية مصر العربية.

## التاريخ
ذكرها علي مبارك في كتابه الخطط التوفيقية، حيث ذكر أنها من قرى مديرية المنوفية بقسم سبك، وأن بها جامع وضريح سيدي محمد العجمي، وبها ستة بساتين. كما ذكر أن جملة أراضيها 240 فدان، وعدد سكانها 600 نسمة كلهم مسلمون، ويعملون في زراعة القطن والحبوب.

## السكان
بلغ عدد سكان الأطارشة 2,946 نسمة، حسب الإحصاء الرسمي لعام 2006.